# NGC 2873
NGC 2873 é uma galáxia espiral (Sb) localizada na direcção da constelação de Leo. Possui uma declinação de +11° 27' 17" e uma ascensão recta de 9 horas, 25 minutos e 48,5 segundos.
A galáxia NGC 2873 foi descoberta em 22 de Fevereiro de 1857 por William Parsons.